# Rum Cay
Rum Cay, conosciuto anche col nome di Mamana o Santa Maria de la Concepción, è un distretto delle Bahamas con 53 abitanti nel 2015.
Al censimento del 2010, la popolazione era di 99 abitanti, mentre nel 2013 era scesa a 30 individui.

## Origine del nome
L'isola fu chiamata Santa María de la Concepción da Cristoforo Colombo. Si dice che il nome attuale dell'isola sia diventato tale in memoria di un relitto distrutto con un carico di rum, il quale affondò al largo delle barriere coralline che abbondano al largo dell'isola.

## Isole
Il distretto è formato dall'omonima isola e da Conception Island, disabitata e sede dell'omonimo parco nazionale.

### Conception Island
Secondo una teoria formulata dallo scrittore Washington Irving, Conception Island è stata la seconda isola americana scoperta da Cristoforo Colombo, il 15 ottobre 1492, il quale la battezzò col nome di Santa María de la Concepción. Stessa notizia, ma anticipando il giorno della scoperta al 14 ottobre, si trova in uno storico francese contemporaneo, A.-F.-F. Roselly de Lorgues. Questa teoria non è però stata supportata da altri storici e scrittori (né allora, né successivamente), che hanno identificato altre isole come il sito di approdo di Colombo.